# Sabonnères
Sabonnères település Franciaországban, Haute-Garonne megyében. Lakosainak száma 333 fő (2022. január 1.). Sabonnères Bragayrac, Beaufort, Montgras, Sainte-Foy-de-Peyrolières, Pébées és Savignac-Mona községekkel határos.

## Népesség
A település népessége az elmúlt években az alábbi módon változott:
| Lakosok száma | 181  | 192  | 178  | 279  | 302  | 310  | 315  | 323  | 327  | 333  |
|               | 1968 | 1982 | 1990 | 2006 | 2013 | 2015 | 2017 | 2019 | 2020 | 2022 |